# Булгинское сельское поселение
Булгинское се́льское поселе́ние — муниципальное образование в Охотском районе Хабаровского края Российской Федерации. Образовано в 2004 году. 
Административный центр — село Булгин.

## Население
| 2010 | 2011  | 2012  | 2013  | 2014 | 2015 | 2016 |
| ---- | ----- | ----- | ----- | ---- | ---- | ---- |
| 1077 | ↘1064 | ↘1032 | ↘1003 | ↘970 | ↗990 | ↘955 |
| 2017 | 2018  | 2019  | 2020  | 2021 |      |      |
| ↘950 | ↘946  | ↘925  | ↘891  | ↘743 |      |      |

Население по данным 2011 года — 1066 человек.

## Населённые пункты
В состав поселения входят 2 населённых пункта:
| № | Населённый пункт | Тип     | Население |
| - | ---------------- | ------- | --------- |
| 1 | Аэропорт         | посёлок | ↘299      |
| 2 | Булгин           | село    | ↘444      |